# Сен-Марк (Франция)
Сен-Марк (фр. Saint-Marc, окс. Sant Marc) — коммуна во Франции, находится в регионе Овернь. Департамент — Канталь. Входит в состав кантона Рюин-ан-Маржерид. Округ коммуны — Сен-Флур.
Код INSEE коммуны — 15197.
Коммуна расположена приблизительно в 450 км к югу от Парижа, в 100 км южнее Клермон-Феррана, в 60 км к востоку от Орийака.

## Население
Население коммуны на 2008 год составляло 83 человека.
| 1962 | 1968 | 1975 | 1982 | 1990 | 1999 | 2008 |
| ---- | ---- | ---- | ---- | ---- | ---- | ---- |
| 170  | 174  | 141  | 116  | 96   | 97   | 83   |

## Экономика

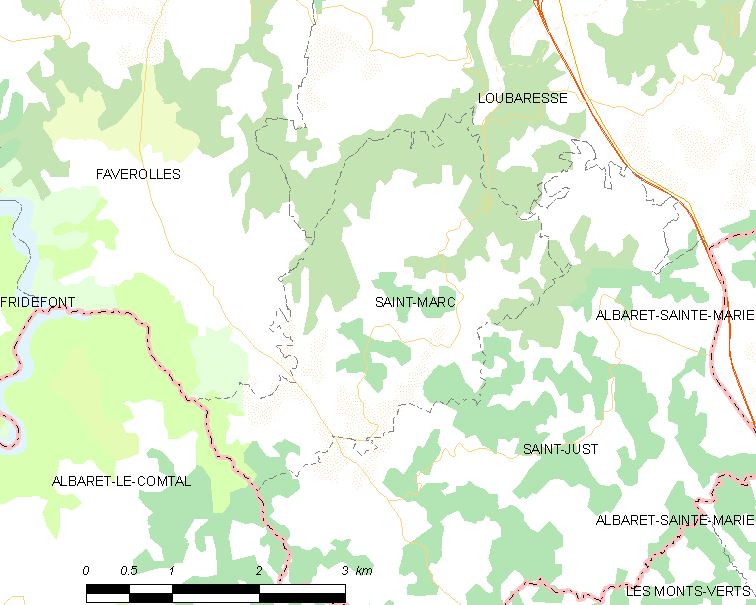
Карта коммуны

В 2007 году среди 47 человек в трудоспособном возрасте (15—64 лет) 37 были экономически активными, 10 — неактивными (показатель активности — 78,7 %, в 1999 году было 54,9 %). Из 37 активных работали 35 человек (19 мужчин и 16 женщин), безработных было 2 (1 мужчина и 1 женщина). Среди 10 неактивных 1 человек был учеником или студентом, 5 — пенсионерами, 4 были неактивными по другим причинам.